# Lago Palü
Lago Palü (německy Palüsee) je jezero nalézající se pod horským štítem Piz Palü ve švýcarském kantonu Graubünden. Jezero se rozkládá v nadmořské výšce 1 923 m a má rozlohu 5,2 ha (13 akrů). Je napájeno vodou z ledovce Palü.
V roce 1926 byla postavena přehrada umožňující využití jezera jako vodní nádrže. Nedaleká vodní elektrárna Palü má instalovaný výkon 10 MW a je napájena tlakovým potrubím z jezera Lago Bianco. Odtok z této elektrárny spolu s vodou z jezera Palü převádí podzemní potrubí do elektrárny Cavaglia u osady Cavaglia. V 800 metrů dlouhém tunelu spojujícím obě elektrárny je umístěna také lanová dráha, která je během prohlídek elektráren přístupná veřejnosti.

## Fotogalerie

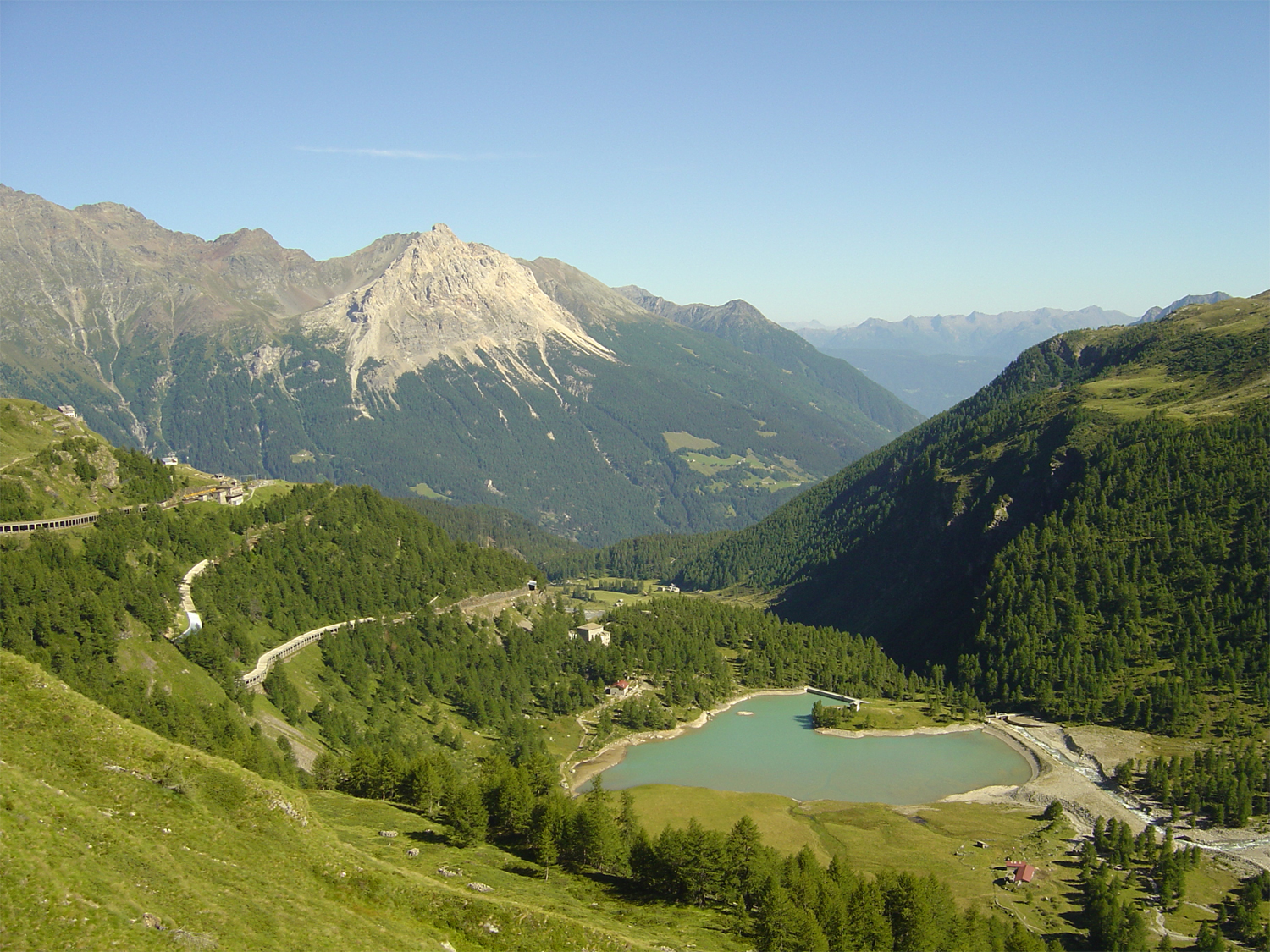
Lago Palü
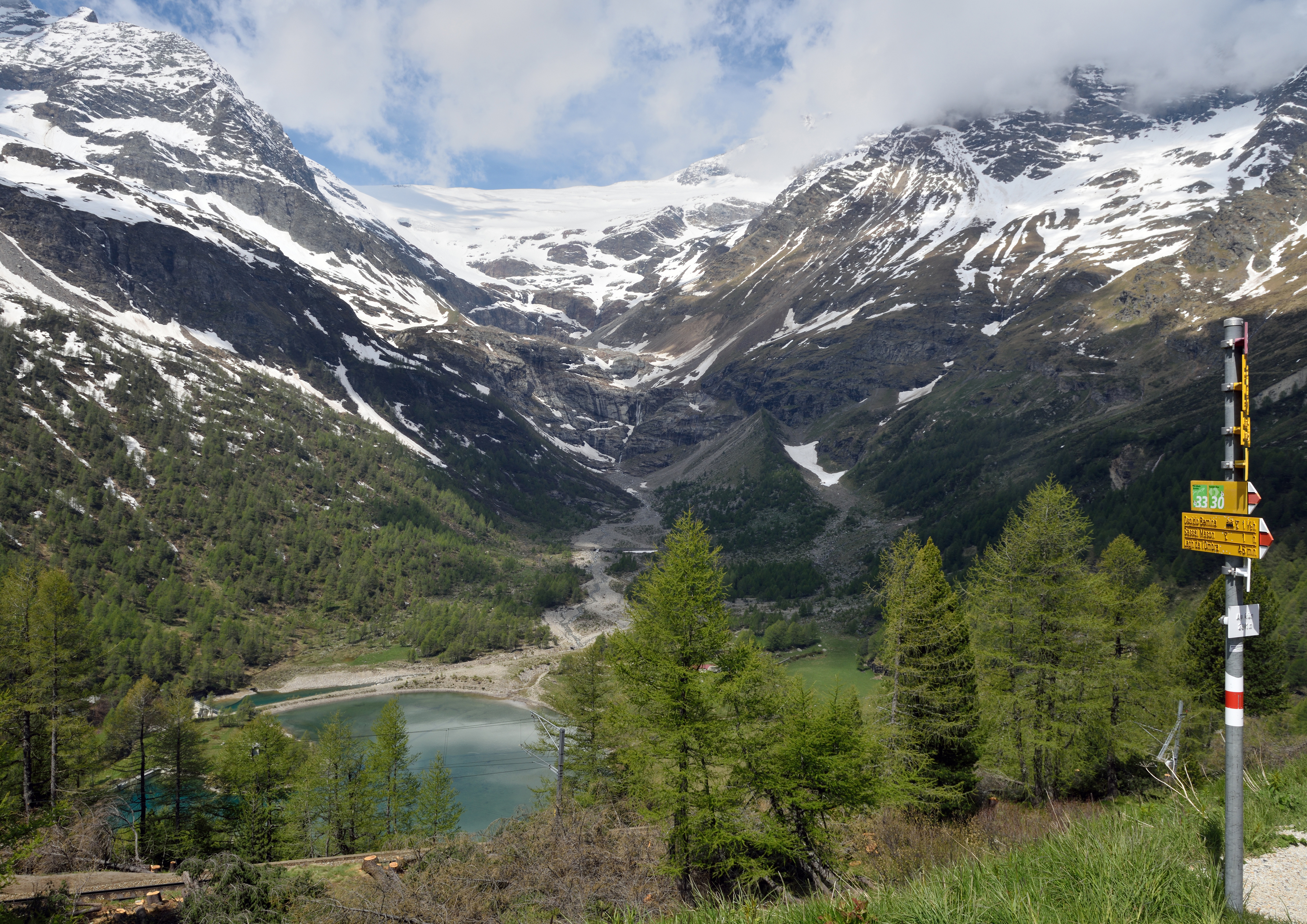
Lago Palü v roce 2015
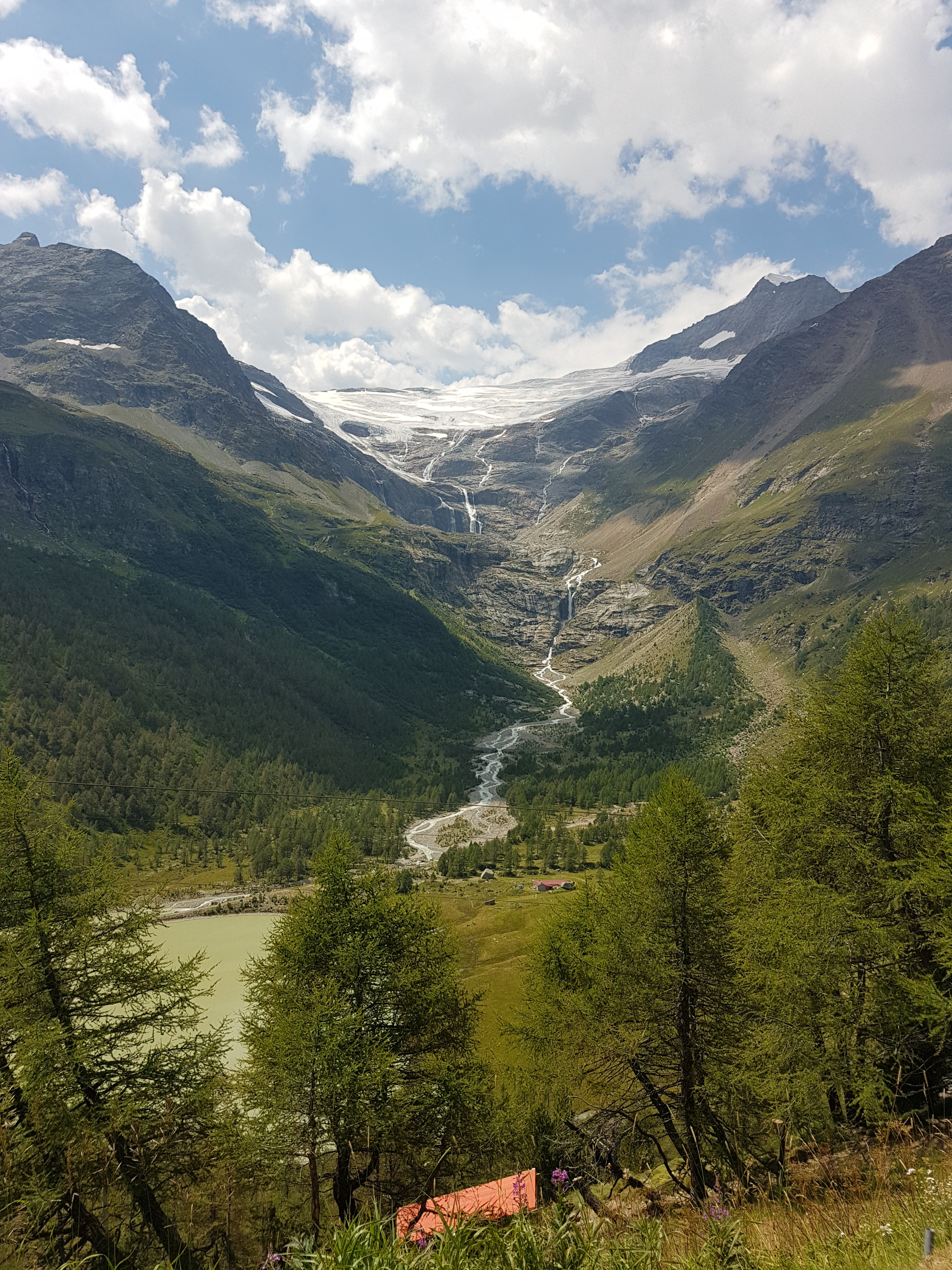
Lago Palü v roce 2018